# Sept Dormants de N'Gaous

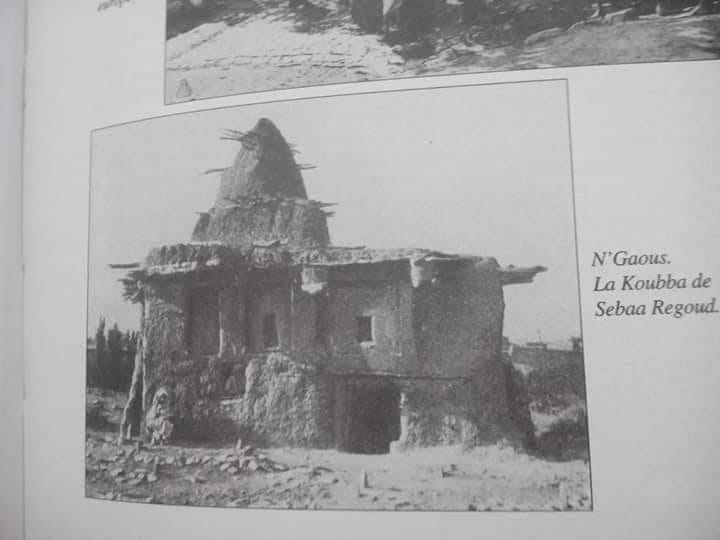
Mosquée des Sept Dormants de N'Gaous.

La légende des Sept Dormants de N'Gaous est une légende mythologique de la région des Aurès, où l'on trouve deux mosquées portant le même nom : (en arabe : سبع رقود qui signifie les sept dormants). Cette appellation est inspirée du récit des Sept Dormants d'Éphèse (en arabe : أصحاب الكهف Gens de la caverne), un récit courant dans plusieurs régions d’Algérie et de Tunisie, comme la légende des Sept Dormants dans la région de Chenini (Tataouine),.

## Contenu de la légende
Abdelmalek Bourzam, chercheur en histoire de la région et auteur du livre « La Vierge des Aurès et le bourreau », qui traite de la vie de la martyre et médecin Mériem Bouatoura, originaire de N'Gaous et l'une des icônes de la révolution, raconte : « L'arabisant français Laurent-Charles Féraud a rapporté une célèbre histoire des habitants de la région. Il y a cinq siècles, une légende circulait sur la disparition de sept jeunes pieux dont on n’avait retrouvé aucune trace, jusqu’à ce qu’un saint homme nommé Sidi Kacem intervienne. Il vit que des habitants jetaient leurs ordures sur une colline basse. Il les réprimanda et leur demanda de nettoyer l’endroit, affirmant qu’il s’agissait de la sépulture des jeunes vertueux disparus. Leurs tombes furent découvertes enfouies sous terre, les visages tournés vers l’est. Il ordonna qu’on les regroupe dans des cercueils et qu’un lieu de culte soit construit en leur honneur. Ainsi fut fondée la mosquée des Sept Dormants, en souvenir de leur piété et pour commémorer leur épopée spirituelle. »,.
La mosquée des Sept Dormants fut fondée il y a environ quatre cents ans, ce qui en fait l’une des trois plus anciennes mosquées encore existantes dans la wilaya de Batna. Elle devint un lieu de prière, d’enseignement religieux et de réconciliation entre les gens. Quant à Sidi Kacem, il acquit une grande aura spirituelle et les habitants de la région ont conservé sa mémoire et ses bienfaits après sa mort en 1623.
Selon les récits de Laurent-Charles Féraud, qui fut interprète dans l’armée française, découvrit en 1857 une plaque épiscopale de couleur brune dans la mosquée, indiquant que Sidi Kacem ben El Hassan en était le fondateur. Depuis, la mosquée est restée entre les mains de la famille Lahsana, et ce, jusqu’à aujourd’hui.